# Predné hory
Predné hory (1062 m) – szczyt w Górach Lewockich we wschodniej Słowacji. Znajduje się na północnym krańcu tych gór, w północno-zachodnim grzbiecie Javorinki (1166 m), na granicy miejscowości Kołaczków (Kolačkov) i Jakubany. Stoki południowe i południowo-zachodnie opadają do doliny Kołaczkowskiego Potoku (Kolačkovský potok), północne przechodzą w grzbiet Sihli, wschodnie opadają do doliny Siglianki.
Predné hory porasta lasem, ale na ich łagodnym grzbiecie są duże polany. Są to pozostałości dawnych hal, obecnie już nieużytkowane i stopniowo zarastające lasem.
Przez Predné hory nie prowadzi żaden szlak turystyczny.